# カメラーナ
カメラーナ（伊: Camerana）は、イタリア共和国ピエモンテ州クーネオ県にある、人口約600人の基礎自治体（コムーネ）。

## 地理

### 位置・広がり

#### 隣接コムーネ
隣接するコムーネは以下の通り。
- ゴッタセッカ
- モンバルカーロ
- モネジーリオ
- モンテゼーモロ
- サーレ・デッレ・ランゲ
- サーレ・サン・ジョヴァンニ
- サリチェート